# Église de l'Épiphanie de Washington
L’église de l’Épiphanie (anglais : Church of the Epiphany) est une église épiscopalienne à Washington, aux États-Unis. Consacrée en 1852, elle est inscrite au Registre national des lieux historiques depuis le 10 septembre 1971.